# Boxcar 函数

Boxcar函数的图形表示

在数学中 ， Boxcar函数是除了单个區間等于常数 {\displaystyle A} 外，整个实數直线上为零的任何函数 。  Boxcar函数可以用均匀分布表示为 
{\displaystyle \operatorname {boxcar} (x)=(b-a)A\,f(a,b;x)=A(H(x-a)-H(x-b)),}
其中 {\displaystyle f(a,b;x)} 是在间隔 {\displaystyle \left[a,b\right]} 上 {\displaystyle x} 的均匀分布， {\displaystyle H(x)} 是Heaviside阶跃函数。与大多数此类不连续函数一样，在转换点处也存在取值的问题。这些值可能是针对每个单独应用程序的最佳选择。 
当用Boxcar函数作为滤波器的脉冲响应时，结果是移动平均滤波器。 
该函数得名于它形似，是一种特定类型的火车车厢 。